# Gustaf Fredrik Göthlin
Gustaf Fredrik Göthlin, född 20 oktober 1874 i Viby, död 4 september 1949 i Uppsala, var en svensk fysiolog.
Göthlin disputerade 1907 vid Uppsala universitet för medicine doktorsgraden på en doktorsavhandling med neurofysiologiskt innehåll. Han blev 1918 professor i fysiologi vid Uppsala universitet och invaldes 1931 i Vetenskapsakademien.
Bland Göthlins arbeten märks Die doppelbrechenden Eigenschaften des Nervengewebes (1913), Studien über die Energieschwelle für die Empfindung rot in ihrer Abhängigkeit von der Wellenlänge der Lichtstralung (1917) samt Polarisationsanomaloskopet, ett instrument för diagnostisk undersökning av färgsinnet (18196) Göthinl ägnade sig på senare år åt nåringsfysiologiska studier och offentliggjorde viktiga undersökningar över skörbjuggens förekomst i Sverige.